# 稲沢徳一郎
稲沢 徳一郎（稻澤 德一郎、いなざわ とくいちろう、1855年1月3日（安政元年11月15日）- 1912年（明治45年）6月4日）は、明治期の農業経営者、政治家。衆議院議員、栃木県那須郡上江川村長。

## 経歴
下野国那須郡鹿子畑村（栃木県那須郡上江川村大字鹿子畑、喜連川町を経て現さくら市鹿子畑）で、豪農の家に生まれる。漢学、行政学、経済学、財政学を修めた。
戸長を務め、1888年（明治21年）立憲改進党に入党。那須郡会議員、同議長、栃木県会議員、所得税調査委員などを務め、1897年（明治30年）2代上江川村長に就任した。
1903年（明治36年）3月、第8回衆議院議員総選挙（栃木県郡部、憲政本党）に立候補して当選し、衆議院議員に1期在任。1904年（明治37年）3月、第9回総選挙（栃木県郡部、憲政本党）では落選した。
1906年（明治39年）4月、上江川村長に再任（5代）され1年3ヶ月間在任し、村政改革に取り組んだ。
実業界では、塩那肥料社長、喜連川銀行取締役、喜連川人車鉄道監査役、産馬組合理事、農林会理事などを務めた。